# چرو فررارا
چرو فررارا (به ایتالیایی: Ciro Ferrara) بازیکن فوتبال و اهل ایتالیا است 

## تیم ملی
از سال ۱۹۸۷ میلادی عضو تیم ملی فوتبال ایتالیا بوده و در ۴۹ بازی ملی حضور داشته‌است. او در بازی‌های ملی‌اش گلی به ثمر نرساند.
چرو فررارا آخرین بازی ملی خود را در سال ۲۰۰۰ میلادی انجام داد.